# Sevier megye (Tennessee)
Sevier megye az Amerikai Egyesült Államokban, azon belül Tennessee államban található. Megyeszékhelye és legnagyobb városa Sevierville. Lakosainak száma 98 380 fő (2020. április 1.). Sevier megye Jefferson, Swain, Cocke, Haywood, Blount és Knox megyékkel határos.

## Népesség
A megye népességének változása:
| Lakosok száma | 90 115 | 91 277 | 92 416 | 93 570 | 95 946 | 98 380 |
|               | 2010   | 2011   | 2012   | 2013   | 2015   | 2020   |